# سوزانا سولانو
سوزانا سولانو (بالإسبانية: Susana Solano)‏ هي نحّاتة إسبانية، ولدت في 25 يوليو 1946 في برشلونة في إسبانيا.

## وصلات خارجية
- سوزانا سولانو على موقع مونزينجر (الألمانية)